# 김대권
김대권(金大權, 1962년 2월 17일~)은 대한민국의 정치인이다. 제17·18대 대구광역시 수성구청장이다. 2018년 선거에서 당선되었으며, 2022년 재선되었다.

## 학력
- 온정중학교 졸업
- 1978~1981 대창고등학교 졸업
- 1981~1988 계명대학교 법학 학사
- 2001~2003 KDI 국제정책대학원 MBA
- 2002~2003 캘리포니아웨스턴로스쿨 LL.M.

## 경력
- 1996.04~1997.03 대구광역시 수성구 기획감사실 지방고시 1기
- 1997.04~1997.07 대구광역시 수성구 기획감사실
- 1997.07~1998.10 대구광역시 수성구 의회사무국 전문위원
- 1998.10~1999.06 대구광역시 수성구 총무국 정보통신과 과장
- 2003.01~2004.01 대구광역시청 과학기술진흥실 첨단산업담당
- 2006.08~2008.08 대구광역시청 문화체육관광국 문화산업과 과장
- 2008.08~2012.06 대구광역시청 문화체육관광국 문화예술과 과장
- 2012.07~2013.12 대구광역시청 문화체육관광국 국장
- 2014.01~2014.12 독일 칼스루헤국립극장 파견
- 2015.01~2015.07 대구경북경제자유구역청 투자유치본부 본부장
- 2015.07~2018.02 대구광역시 수성구 부구청장
- 2018.07~: 제17·18대 대구광역시 수성구청장(재선, 민선 7·8기)

## 역대 선거 결과
|  | 55.99% |

|  | 75.26% |

| 전임 이진훈 (권한대행)홍성주 | 제17·18대 대구광역시 수성구청장 2018년 7월 1일~ |  |